# Brittiska F3-mästerskapet 1994
Brittiska F3-mästerskapet 1994 var ett race som dominerades totalt av Jan Magnussen.

## Slutställning
| Plats | Förare              | Poäng |
| ----- | ------------------- | ----- |
| 1     | Jan Magnussen       | 308   |
| 2     | Vincent Radermecker | 183   |
| 3     | Gareth Rees         | 171   |
| 4     | Dario Franchitti    | 133   |
| 5     | Ricardo Rosset      | 132   |
| 6     | Marcos Gueiros      | 107   |